# Saveli Kràmarov
Saveli Víktorovitx Kràmarov (en rus: Саве́лий Ви́кторович Кра́маров, en anglès: Savely, Saveliy o Saveli Kramarov; 13 d'octubre de 1934, Moscou – 6 de juny de 1995, San Francisco) fou un actor soviètic i nord-americà d'origen rus-jueu. Artista d'Honor de la RSFSR (1974). Va ser un dels actors còmics més populars del cinema soviètic en les dècades de 1960 i 1970. Va actuar en almenys 42 pel·lícules soviètiques. El 1981, va emigrar als Estats Units d'Amèrica, on va continuar la seva carrera cinematogràfica.

## Primers anys
Va néixer el 13 d'octubre de 1934 de pares jueus. El seu pare va ser Víktor Savélievitx Kràmarov (1900–1951), un destacat advocat de Moscou, i la seva mare va ser Benedikta (Bàssia) Solomónovna Kràmarova (nascuda Vóltxek) (1910–1950). Quan Saveli tenia només tres anys, el seu pare Víktor va representar alguns acusats en un judici polític de gran notorietat. Al cap d'un any, Víktor es va convertir ell mateix en víctima de la purga stalinista. El seu "crim" va ser haver representat els seus clients amb massa vigor. Arrestat i torturat per confessar-se, el pare de Kràmarov va ser condemnat a vuit anys al Gulag soviètic. La mare de Saveli es va veure obligada a divorciar-se de Víktor. Saveli i la seva mare van viure un temps en un apartament comunitari. El 1949, en plena campanya antisemita contra el "cosmopolitisme", el seu pare va ser arrestat per segona vegada i, el 1950, va ser exiliat a Turukhansk, Sibèria, per un període de cinc anys. El 1951, es va suïcidar. Ja que la mare de Saveli havia mort el 1950, Saveli es va quedar orfe. Per un cop de sort, la mare havia aconseguit registrar-lo com a rus, no jueu, al seu passaport nacional soviètic. Va passar la resta de la seva infància en la pobresa, vivint amb diversos parents, principalment els seus oncles materns. Durant aquest temps, li van diagnosticar tuberculosi, però un metge jueu el va ajudar a curar-se.

## Educació i carrera artística
A l'hora de seguir els passos del seu pare amb una carrera d'advocacia, va trobar ràpidament que aquesta porta era tancada per al fill d'un enemic del poble. Al final, va acceptar una oferta a l'escola tècnica per a la ciència forestal. Va ser en aquest període que va començar a actuar. No va freqüentar cap escola d'actuació oficial. Només el 1972, quan ja havia aconseguit la fama cinematogràfica, entraria a l'Institut Rus d'Art Teatral (GITIS). Mentre estudiava a l'Institut, va començar a practicar el ioga, un fet que va cridar l'atenció negativa de les autoritats soviètiques.
La seva primera actuació important va tenir lloc a finals dels anys 1950, quan va interpretar el paper principal a l'obra teatral Vanka, com estàs? de Vassili Xukxín. Aviat va ser convidat a actuar al cinema soviètic. Els seus primers papers cinematogràfics van ser el del trinxeraire Vaska en el curtmetratge Els nois del nostre pati (1959) i el del soldat Petkin en la pel·lícula Tenien dinou anys (1960). Amb la seva tercera pel·lícula, Amic meu, Kolka! (1961), va fer un altre pas cap a la fama. La seva persona inquieta (en part, un resultat natural del seu estrabisme) va fer les delícies del públic i dels directors de cinema.
Al final de la seva vida, se li va demanar que identifiqués les seves pel·lícules preferides en les quals va actuar. Va anomenar Amic meu, Kolka!, Els Venjadors Elusius (1967), Les dotze cadires (1971), Els cavallers de la fortuna (1971), No pot ser! (1975) i La gran recreació (1972).

## Fi de la carrera soviètica i emigració als Estats Units
Tot i la seva fama i riquesa, la seva vida no era feliç. Mentre vivia a la Unió Soviètica, havia d'amagar la seva identitat religiosa, que havia heretat de la seva família. El 1979, es va convertir en jueu ortodox practicant, una fe que practicaria activament per la resta de la seva vida.
El mateix 1979, al cim de la seva fama i riquesa, va sorprendre les autoritats soviètiques amb la seva sol·licitud d'emigració. Fins aquell moment, havia actuat en dotzenes de pel·lícules i era una de les estrelles cinematogràfiques més populars de la Unió Soviètica. La seva sol·licitud va ser rebutjada i la seva carrera cinematogràfica es va acabar.
Sense renunciar a l'esperança, va iniciar una campanya als mitjans informatius occidentals per obtenir el visat de sortida, i fins i tot va escriure al president d'aleshores dels Estats Units, Ronald Reagan ("d'un actor a un altre"). La carta a Reagan va ser llegida diverses vegades al servei de ràdio Veu d'Amèrica.
Finalment, el 31 d'octubre de 1981, li van permetre que emigrés. Es va convertir en persona non grata a la Unió Soviètica, com totes les celebritats considerades traïdores o enemigues de l'Estat. Les seves pel·lícules no van ser prohibides, ja que eren moltes i massa populars, però el seu nom va ser esborrat dels crèdits. Oleg Vídov, un altre conegut actor soviètic que va emigrar (poc després de Kràmarov), recordava: "El govern va treure tots els seus cartells de les parets. No volien haver d'explicar per què va emigrar; més fàcil era simplement d'oblidar-lo".

## Carrera i vida als Estats Units
Va tenir un èxit moderat al cinema nord-americà, interpretant petits personatges russos. El seu paper més destacat és probablement el de Boris, oficial del KGB, a Moscou-Nova York de Paul Mazursky, on també apareix Robin Williams. Va tornar a la seva pàtria una sola vegada, el 1992, després de la desintegració de la Unió Soviètica, com a convidat d'honor en un festival de cinema rus.
A principis de 1995, semblava que la seva carrera nord-americana floriria: acabava d'obtenir un paper important en una nova pel·lícula. Però després es va produir la tragèdia. El març del 1995, es va sotmetre a una cirurgia habitualment rutinària per extirpar un tumor a l'intestí. Com a complicacions inesperades, va patir accidents cerebrals debilitants i, finalment, endocarditis. Va morir a l'Hospital Pacific Medical Center de San Francisco el 6 de juny de 1995, a l'edat de 60 anys. El van sobreviure la seva dona Natalia Siradze i la seva filla d'un matrimoni anterior, Batia Beverly Kramarov.

## Llegat
"Kràmarov va ser potser la figura més estimada de la Unió Soviètica", recordava Oleg Vídov. Segons ell, els babaus simpàtics, interpretats per Kràmarov d'una forma molt convincent, "proporcionaven una mena de protecció en una societat totalitària." "Si ets intel·ligent, el sistema et mata", va remarcar Vídov. "Però si estàs boig, pots actuar amb impunitat." Kràmarov "provocava un munt de somriures cada vegada que caminava per un carrer de Moscou... Era el nostre noi".

## Filmografia selecta

### Pel·lícules soviètiques
| Any  | Títol en català (traduït literalment)               | Títol original                      | Paper                                                  |
| 1959 | Els nois del nostre pati                            | Ребята с нашего двора               | trinxeraire Vaska Rjavi                                |
| 1960 | Tenien dinou anys                                   | Им было девятнадцать                | soldat Petkin                                          |
| 1960 | Adéu, coloms                                        | Прощайте, голуби                    | trinxeraire Vaska Konopliànisti                        |
| 1961 | Amic meu, Kolka!                                    | Друг мой, Колька!                   | trinxeraire Pímenov                                    |
| 1961 | Les aventures de Kroix                              | Приключения Кроша                   | Ivaixkin                                               |
| 1962 | Sense por i retrets                                 | Без страха и упрёка                 | Svétik Saviólov (Sovà)                                 |
| 1962 | Ressona, timbal!                                    | Бей, барабан!                       | "Mussiú"                                               |
| 1962 | Amb set vents                                       | На семи ветрах                      | soldat de la patrulla / combatent ferit en el hospital |
| 1962 | Moviment amb el cavall                              | Ход конём                           | Kolka Lopatin                                          |
| 1963 | El primer troleibús                                 | Первый троллейбус                   | paràsit, veí de Kólia                                  |
| 1963 | Comença el judici!                                  | Суд идёт!                           | Trofim                                                 |
| 1964 | El conte del temps perdut                           | Сказка о потерянном времени         | Vaska el vell                                          |
| 1965 | La ciutat dels mestres                              | Город мастеров                      | Klik-Kliak (veu de Gueorgui Xtil)                      |
| 1965 | Al carrer de demà                                   | На завтрашней улице                 | Matveitxuk                                             |
| 1965 | Els trenta-tres                                     | Тридцать три                        | poeta Rodion Khomutov                                  |
| 1965 | Una tasca especial                                  | Чрезвычайное поручение              | anarquista                                             |
| 1966 | Els Venjadors Elusius                               | Неуловимые мстители                 | Iliukha Vérekhov ("Kossoi")                            |
| 1966 | Un dimoni amb la cartera                            | Чёрт с портфелем                    | Pétia Líkhov                                           |
| 1967 | Estrelles i soldats                                 | Звёзды и солдаты                    | Savva, cosac blanc                                     |
| 1968 | Les noves aventures dels Venjadors Elusius          | Новые приключения неуловимых        | soldat d'escolta Iliukha Vérekhov                      |
| 1968 | Trembita                                            | Трембита                            | Petro                                                  |
| 1969 | Segrest                                             | Похищение                           | Paixa Vétxenko                                         |
| 1970 | El misteri de la porta de ferro                     | Тайна железной двери                | guitarrista Zàitsev                                    |
| 1971 | Les dotze cadires                                   | 12 стульев                          | escaquista borni                                       |
| 1971 | Els cavallers de la fortuna                         | Джентльмены удачи                   | "El Guenyo" (Fiódor Petróvitx Iermakov)                |
| 1971 | Les estrelles no s'extingeixen                      | Звёзды не гаснут                    | soldat Andréiev                                        |
| 1971 | Térem-teremok (pel·lícula teatral)                  | Терем-теремок                       | Kravtsov                                               |
| 1971 | Agafa't dels núvols                                 | Держись за облака                   | servidor amb el paraigua                               |
| 1972 | La gran recreació                                   | Большая перемена                    | Piotr Timokhin                                         |
| 1972 | Les banyes d'or                                     | Золотые рога                        | Sunduk ("El Cofre"), bandoler dolent                   |
| 1973 | Aquest planeta alegre                               | Эта весёлая планета                 | inventor Prókhor "El mòbil perpetu"                    |
| 1973 | Ivan Vassílievitx canvia de professió               | Иван Васильевич меняет профессию    | Feofan, escrivent                                      |
| 1973 | Les noves aventures de Donni i Mikki                | Новые приключения Дони и Микки      | trinxeraire Keixa                                      |
| 1974 | L'estrella de la pantalla                           | Звезда экрана                       | xofer Grixa                                            |
| 1974 | El benefici de Saveli Kràmarov (pel·lícula teatral) | Бенефис Савелия Крамарова           | cameo                                                  |
| 1975 | Afónia                                              | Афоня                               | Iegoza                                                 |
| 1975 | Hola-a!                                             | Ау-у!                               | Vàssia (duc Luazié (Loisieux))                         |
| 1975 | No pot ser!                                         | Не может быть!                      | Serguei, amic de Vladímir                              |
| 1975 | Un solo per a un elefant amb orquestra              | Соло для слона с оркестром          | Lopukhov, treballador del circ                         |
| 1975 | El benefici de Larissa Golúbkina                    | Бенефис Ларисы Голубкиной           | cameo                                                  |
| 1976 | Les dotze cadires                                   | 12 стульев                          | Víktor Mikhàilovitx Poléssov                           |
| 1976 | Mama                                                | Мама                                | El Llobató                                             |
| 1977 | Miminó                                              | Мимино                              | condemnat                                              |
| 1978 | Viviu amb alegria                                   | Живите в радости                    | Leonti Fedirin                                         |
| 1978 | Les noves aventures del capità Vrúnguel             | Новые приключения капитана Врунгеля | agent-gàngster El Feroç Garry                          |
| 1978 | Portaven una calaixera pels carrers                 | По улицам комод водили              | professor                                              |

### Pel·lícules nord-americanes
| Any  | Títol en català (oficial o traduït literalment) | Títol original                 | Paper                         |
| 1983 | Moscou-Nova York                                | Moscow on the Hudson           | Boris, oficial del KGB        |
| 1984 | 2010                                            | 2010: The Year We Make Contact | Vladimir Rudenko              |
| 1986 | Armats i perillosos                             | Armed and Dangerous            | Olaf                          |
| 1987 | L'arribada a casa de Morgan Stewart             | Morgan Stewart's Coming Home   | Ivan                          |
| 1988 | Danko                                           | Red Heat                       | Gregor Moussorsky             |
| 1989 | Tango i Cash                                    | Tango & Cash                   | propietari del cotxe          |
| 1994 | Love Affair                                     | Love Affair                    | mariner, operador del telèfon |